# Soccer Bowl 1978

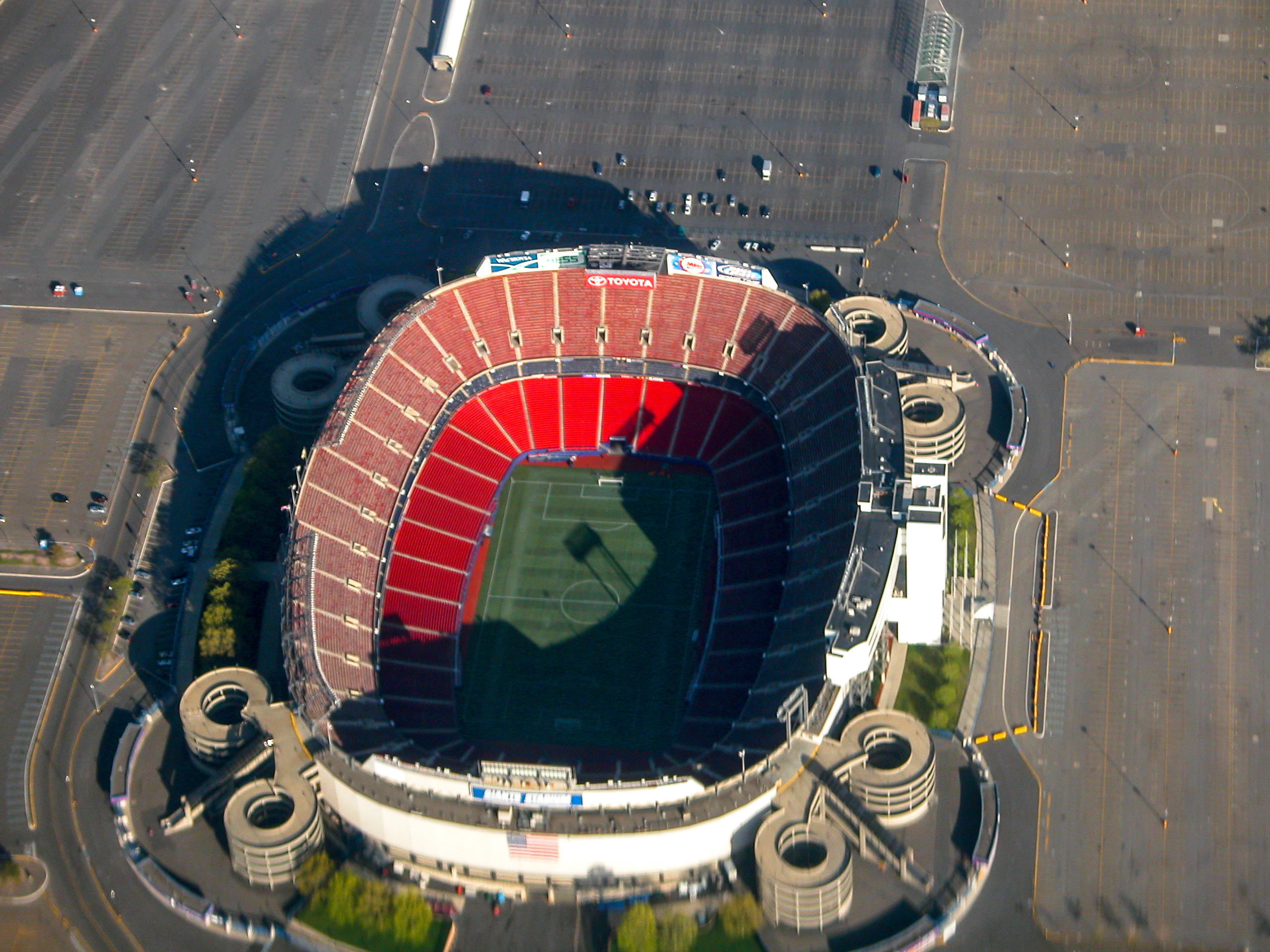
Giants Stadium, recinto donde se disputó la final.

El Soccer Bowl de 1978 fue la undécima final de la North American Soccer League y la cuarta final con el nombre de Soccer Bowl de los Estados Unidos. La final se disputó en el Giants Stadium en East Rutherford, Nueva Jersey el día 27 de agosto de 1978. La disputaron los equipos de los Cosmos y Tampa Bay Rowdies. 
Los Cosmos salieron campeones del Soccer Bowl tras vencer por 3-1 a los Tampa Bay Rowdies y alcanzando su tercer campeonato de la NASL.

## Llave
| · Cosmos · 3 | · Tampa Bay Rowdies · 1 |

## El Partido
| 0  | POR | Jack Brand            |     |
| 19 | DEF | Robert Iarusci        |     |
| 4  | DEF | Werner Roth           |     |
| 5  | DEF | Carlos Alberto Torres |     |
| 23 | DEF | Giuseppe Wilson       |     |
| 15 | MED | Vito Dimitrijević     | 80' |
| 6  | MED | Franz Beckenbauer     |     |
| 8  | MED | Vladislav Bogićević   | 77' |
| 7  | DEL | Dennis Tueart         | 83' |
| 9  | DEL | Giorgio Chinaglia     |     |
| 11 | DEL | Stephen Hunt          |     |
| DT | DT  | Eddie Firmani         |     |

| 18 | POR | Winston DuBose |     |
| 19 | DEF | Frantz St. Lot | 56' |
| 3  | DEF | Jim Fleeting   |     |
| 6  | DEF | Mike Connell   |     |
| 4  | DEF | Arsène Auguste |     |
| 13 | MED | Mick McGuire   | 67' |
| 8  | MED | Wes McLeod     |     |
| 11 | MED | Graham Paddon  |     |
| 7  | DEL | Steve Wegerle  |     |
| 5  | DEL | David Robb     |     |
| 12 | DEL | Peter Anderson |     |
| DT | DT  | Gordon Jago    |     |

| 24 | DEL | Garry Ayre    | 83' |
| 12 | MED | Seninho       | 80' |
| 14 | MED | Terry Garbett | 77' |

| 14 | DEL | Joey Fink  | 67' |
| 26 | MED | Mirandinha | 56' |

| Anotado | 30' | Dennis Tueart     |
| Anotado | 44' | Giorgio Chinaglia |
| Anotado | 76' | Dennis Tueart     |

| Anotado | 73' | Mirandinha |

| Amonestado | 20' | Carlos Alberto Torres |

| Amonestado | 41' | Arsène Auguste |

| Árbitro             | Jim Highet  |
| Árbitros asistentes | Jim Ross    |
| Árbitros asistentes | David Socha |

| 0  | POR | Jack Brand            |     |
| 19 | DEF | Robert Iarusci        |     |
| 4  | DEF | Werner Roth           |     |
| 5  | DEF | Carlos Alberto Torres |     |
| 23 | DEF | Giuseppe Wilson       |     |
| 15 | MED | Vito Dimitrijević     | 80' |
| 6  | MED | Franz Beckenbauer     |     |
| 8  | MED | Vladislav Bogićević   | 77' |
| 7  | DEL | Dennis Tueart         | 83' |
| 9  | DEL | Giorgio Chinaglia     |     |
| 11 | DEL | Stephen Hunt          |     |
| DT | DT  | Eddie Firmani         |     |

| 18 | POR | Winston DuBose |     |
| 19 | DEF | Frantz St. Lot | 56' |
| 3  | DEF | Jim Fleeting   |     |
| 6  | DEF | Mike Connell   |     |
| 4  | DEF | Arsène Auguste |     |
| 13 | MED | Mick McGuire   | 67' |
| 8  | MED | Wes McLeod     |     |
| 11 | MED | Graham Paddon  |     |
| 7  | DEL | Steve Wegerle  |     |
| 5  | DEL | David Robb     |     |
| 12 | DEL | Peter Anderson |     |
| DT | DT  | Gordon Jago    |     |

| 24 | DEL | Garry Ayre    | 83' |
| 12 | MED | Seninho       | 80' |
| 14 | MED | Terry Garbett | 77' |

| 14 | DEL | Joey Fink  | 67' |
| 26 | MED | Mirandinha | 56' |

| Anotado | 30' | Dennis Tueart     |
| Anotado | 44' | Giorgio Chinaglia |
| Anotado | 76' | Dennis Tueart     |

| Anotado | 73' | Mirandinha |

| Amonestado | 20' | Carlos Alberto Torres |

| Amonestado | 41' | Arsène Auguste |

| Árbitro             | Jim Highet  |
| Árbitros asistentes | Jim Ross    |
| Árbitros asistentes | David Socha |

| \| Estadísticas[2] \| Cosmos \| Tampa Bay \| \| Goles \| 3 \| 1 \| \| Tiros \| 20 \| 19 \| \| Tapadas \| 7 \| 5 \| \| Tiros a puerta \| 8 \| 8 \| \| Faltas \| 15 \| 12 \| \| Saques de esquina \| 9 \| 7 \| \| Fueras de juego \| 6 \| 4 \| \| Tarjetas amarillas \| 1 \| 1 \| |        |           |
| Estadísticas | Cosmos | Tampa Bay |
| Goles | 3      | 1         |
| Tiros | 20     | 19        |
| Tapadas | 7      | 5         |
| Tiros a puerta | 8      | 8         |
| Faltas | 15     | 12        |
| Saques de esquina | 9      | 7         |
| Fueras de juego | 6      | 4         |
| Tarjetas amarillas | 1      | 1         |

| Bandera de Estados Unidos    |
| Campeón Cosmos Tercer título |